# Кулібаба-Бухов Віктор Анатолійович
Ві́ктор Анато́лійович Куліба́ба-Бу́хов (1979—2014) — рядовий, Національна гвардія України, учасник російсько-української війни.

## Життєпис
Народився 1979 року в смт Сутиски (Тиврівський район, Вінницька область). Після закінчення школи у рідному селищі, 1997 року пішов на строкову військову службу. Захворів, переніс хірургічну операцію і був звільнений у запас. Працював у охоронній фірмі — на посадах охоронця, начальника зміни, начальника відділу. Мав спеціальність, пов'язану із торгівлею. 2002 року одружився.
Добровільно пішов на службу в кінці серпня 2014-го, стрілець-гранатометник, Вінницький полк Західного ОТО. 1 жовтня підрозділ рушив до зони бойових дій, несли службу на блокпостах під Слов'янськом.
7 жовтня 2014-го в другій половині дня був смертельно поранений на 29-му блокпості поблизу смт Донецький — накрив своїм тілом побратима під час мінометного обстрілу, вчиненого терористами. Тоді ж були поранені ще два вояки.
Вдома залишились дружина Галина Миколаївна та син Андрій 2003 р.н., два молодші брати.
Похований у Сутисках 10 жовтня 2014 року з військовими почестями.

## Нагороди і вшанування
За особисту мужність і героїзм, виявлені у захисті державного суверенітету та територіальної цілісності України, вірність військовій присязі під час російсько-української війни
- нагороджений орденом «За мужність» III ступеня (26.2.2015, посмертно).
- 12 травня 2017 на території військової частини 3008 Національної гвардії України, що дислокується у місті Вінниця, урочисто відкрили меморіал військовослужбовцям цієї частини, які загинули під час військових дій на сході України.[3]
- Медаль «За жертовність і любов до України» (посмертно)
- Його портрет розміщений на меморіалі «Стіна пам'яті полеглих за Україну» в Києві: секція 4, ряд 3, місце 28
- Наказом Міністра внутрішніх справ України № 444 від 16 квітня 2015 року його ім'я занесено до Книги пам'яті загиблих працівників органів внутрішніх справ України
- Наказом командувача Національної гвардії України № 428 від 10 листопада 2014 року його ім'я занесено до списку особового складу батальйону оперативного призначення вінницького полку Західного ОТО НГУ.